# Lepidochrysops trimeni
Lepidochrysops trimeni är en fjärilsart som beskrevs av Bethune-Baker 1922. Lepidochrysops trimeni ingår i släktet Lepidochrysops och familjen juvelvingar. Inga underarter finns listade i Catalogue of Life.